# Tunari (Ilfov)
Tunari is een gemeente in het Roemeense district Ilfov en ligt in de regio Muntenië in het zuidoosten van Roemenië. De gemeente telt 3558 inwoners (2005).

## Geografie
De oppervlakte van Tunari bedraagt 31 km², de bevolkingsdichtheid is 115 inwoners per km².
De gemeente bestaat uit de volgende dorpen: Tunari, Dimieni.

## Politiek
De burgemeester van Tunari is Alexandru Anica (PD).

## Geschiedenis
In 1702 werd Tunari officieel erkend.